# Lista di asteroidi (781001-782000)
Di seguito una lista di asteroidi dal numero 781001  al 782000 con data di scoperta e scopritore.

## 781001–781100
| Nome   | Designazione provvisoria | Data di scoperta | Scopritore             |
| ------ | ------------------------ | ---------------- | ---------------------- |
| 781001 | 2013 BB28                | 2 novembre 2007  | Spacewatch             |
| 781002 | 2013 BP28                | 16 gennaio 2013  | A. Kostin, T. Vorobjov |
| 781003 | 2013 BC31                | 16 gennaio 2013  | Pan-STARRS             |
| 781004 | 2013 BL38                | 10 gennaio 2013  | Pan-STARRS             |
| 781005 | 2013 BK39                | 9 gennaio 2013   | Spacewatch             |
| 781006 | 2013 BF40                | 10 gennaio 2013  | Pan-STARRS             |
| 781007 | 2013 BO41                | 18 gennaio 2013  | Mount Lemmon Survey    |
| 781008 | 2013 BG47                | 16 gennaio 2013  | Pan-STARRS             |
| 781009 | 2013 BN47                | 23 dicembre 2012 | Pan-STARRS             |
| 781010 | 2013 BZ49                | 16 gennaio 2013  | Pan-STARRS             |
| 781011 | 2013 BR50                | 7 gennaio 2013   | Spacewatch             |
| 781012 | 2013 BH51                | 8 febbraio 2002  | DES                    |
| 781013 | 2013 BC56                | 17 gennaio 2013  | Pan-STARRS             |
| 781014 | 2013 BJ67                | 20 gennaio 2013  | Spacewatch             |
| 781015 | 2013 BK68                | 19 gennaio 2009  | Mount Lemmon Survey    |
| 781016 | 2013 BP69                | 19 ottobre 2011  | Mount Lemmon Survey    |
| 781017 | 2013 BX72                | 10 gennaio 2013  | Pan-STARRS             |
| 781018 | 2013 BT76                | 11 aprile 2008   | Spacewatch             |
| 781019 | 2013 BS77                | 31 gennaio 2013  | Mount Lemmon Survey    |
| 781020 | 2013 BE83                | 4 settembre 2011 | Pan-STARRS             |
| 781021 | 2013 BK83                | 17 gennaio 2013  | Spacewatch             |
| 781022 | 2013 BL83                | 18 gennaio 2013  | Mount Lemmon Survey    |
| 781023 | 2013 BB86                | 20 gennaio 2013  | Mount Lemmon Survey    |
| 781024 | 2013 BE86                | 19 gennaio 2013  | Mount Lemmon Survey    |
| 781025 | 2013 BA89                | 13 novembre 2017 | Pan-STARRS             |
| 781026 | 2013 BH89                | 18 gennaio 2013  | Mount Lemmon Survey    |
| 781027 | 2013 BC90                | 20 gennaio 2013  | Mount Lemmon Survey    |
| 781028 | 2013 BG90                | 18 gennaio 2013  | Pan-STARRS             |
| 781029 | 2013 BL90                | 17 gennaio 2013  | Pan-STARRS             |
| 781030 | 2013 BV90                | 24 marzo 2014    | Pan-STARRS             |
| 781031 | 2013 BY91                | 13 febbraio 2002 | Spacewatch             |
| 781032 | 2013 BA92                | 22 gennaio 2013  | Mount Lemmon Survey    |
| 781033 | 2013 BK92                | 17 gennaio 2013  | Pan-STARRS             |
| 781034 | 2013 BB95                | 19 gennaio 2013  | Mount Lemmon Survey    |
| 781035 | 2013 BB96                | 17 gennaio 2013  | Pan-STARRS             |
| 781036 | 2013 BK96                | 16 gennaio 2013  | Pan-STARRS             |
| 781037 | 2013 BA97                | 20 gennaio 2013  | Mount Lemmon Survey    |
| 781038 | 2013 BN98                | 18 gennaio 2013  | Mount Lemmon Survey    |
| 781039 | 2013 BZ98                | 19 gennaio 2013  | Spacewatch             |
| 781040 | 2013 BC99                | 18 gennaio 2013  | Mount Lemmon Survey    |
| 781041 | 2013 BF100               | 18 gennaio 2013  | Pan-STARRS             |
| 781042 | 2013 BG100               | 17 gennaio 2013  | Pan-STARRS             |
| 781043 | 2013 BY101               | 16 gennaio 2013  | Mount Lemmon Survey    |
| 781044 | 2013 BH102               | 17 gennaio 2013  | Pan-STARRS             |
| 781045 | 2013 BK102               | 19 gennaio 2013  | Mount Lemmon Survey    |
| 781046 | 2013 BM102               | 16 gennaio 2013  | Pan-STARRS             |
| 781047 | 2013 BP102               | 17 gennaio 2013  | Pan-STARRS             |
| 781048 | 2013 BR102               | 17 gennaio 2013  | Pan-STARRS             |
| 781049 | 2013 BG103               | 22 gennaio 2013  | Mount Lemmon Survey    |
| 781050 | 2013 BK103               | 19 gennaio 2013  | Spacewatch             |
| 781051 | 2013 BL103               | 20 gennaio 2013  | Spacewatch             |
| 781052 | 2013 BN103               | 17 gennaio 2013  | Pan-STARRS             |
| 781053 | 2013 BJ104               | 18 gennaio 2013  | Mount Lemmon Survey    |
| 781054 | 2013 BA105               | 18 gennaio 2013  | Pan-STARRS             |
| 781055 | 2013 BF105               | 19 gennaio 2013  | Mount Lemmon Survey    |
| 781056 | 2013 BS105               | 17 gennaio 2013  | Pan-STARRS             |
| 781057 | 2013 BU105               | 17 gennaio 2013  | Pan-STARRS             |
| 781058 | 2013 BY105               | 17 gennaio 2013  | Pan-STARRS             |
| 781059 | 2013 BC106               | 19 gennaio 2013  | Mount Lemmon Survey    |
| 781060 | 2013 BK107               | 17 gennaio 2013  | Pan-STARRS             |
| 781061 | 2013 BU107               | 19 gennaio 2013  | Mount Lemmon Survey    |
| 781062 | 2013 BX107               | 18 gennaio 2013  | Mount Lemmon Survey    |
| 781063 | 2013 BZ107               | 17 gennaio 2013  | Pan-STARRS             |
| 781064 | 2013 BL108               | 16 gennaio 2013  | Pan-STARRS             |
| 781065 | 2013 BE110               | 18 gennaio 2013  | Pan-STARRS             |
| 781066 | 2013 BX110               | 20 gennaio 2013  | Mount Lemmon Survey    |
| 781067 | 2013 CQ                  | 1 febbraio 2013  | Mount Lemmon Survey    |
| 781068 | 2013 CU                  | 10 gennaio 2013  | Pan-STARRS             |
| 781069 | 2013 CZ2                 | 4 settembre 2011 | Pan-STARRS             |
| 781070 | 2013 CM3                 | 20 gennaio 2009  | Mount Lemmon Survey    |
| 781071 | 2013 CS5                 | 2 febbraio 2013  | Mount Lemmon Survey    |
| 781072 | 2013 CM7                 | 2 febbraio 2013  | Mount Lemmon Survey    |
| 781073 | 2013 CO7                 | 2 febbraio 2013  | Mount Lemmon Survey    |
| 781074 | 2013 CN22                | 5 gennaio 2013   | Mount Lemmon Survey    |
| 781075 | 2013 CP27                | 17 gennaio 2013  | Pan-STARRS             |
| 781076 | 2013 CW30                | 14 dicembre 2007 | Mount Lemmon Survey    |
| 781077 | 2013 CD35                | 6 febbraio 2013  | Spacewatch             |
| 781078 | 2013 CK42                | 27 febbraio 2009 | Spacewatch             |
| 781079 | 2013 CU45                | 13 dicembre 2006 | Mount Lemmon Survey    |
| 781080 | 2013 CG51                | 19 gennaio 2013  | Spacewatch             |
| 781081 | 2013 CU58                | 19 ottobre 2011  | Mount Lemmon Survey    |
| 781082 | 2013 CO59                | 3 febbraio 2013  | Pan-STARRS             |
| 781083 | 2013 CE68                | 8 gennaio 2013   | Mount Lemmon Survey    |
| 781084 | 2013 CA69                | 8 febbraio 2013  | Pan-STARRS             |
| 781085 | 2013 CY69                | 1 febbraio 2013  | Spacewatch             |
| 781086 | 2013 CM70                | 19 gennaio 2013  | Mount Lemmon Survey    |
| 781087 | 2013 CU71                | 9 gennaio 2013   | Spacewatch             |
| 781088 | 2013 CV74                | 5 febbraio 2013  | Mount Lemmon Survey    |
| 781089 | 2013 CW74                | 5 febbraio 2013  | Mount Lemmon Survey    |
| 781090 | 2013 CW75                | 6 febbraio 2013  | Spacewatch             |
| 781091 | 2013 CS80                | 5 luglio 2005    | SSS                    |
| 781092 | 2013 CW90                | 8 febbraio 2013  | Mount Lemmon Survey    |
| 781093 | 2013 CC93                | 8 febbraio 2013  | Pan-STARRS             |
| 781094 | 2013 CD93                | 8 febbraio 2013  | Pan-STARRS             |
| 781095 | 2013 CR94                | 3 febbraio 2009  | Mount Lemmon Survey    |
| 781096 | 2013 CQ95                | 13 gennaio 2008  | Spacewatch             |
| 781097 | 2013 CU96                | 31 ottobre 2021  | Pan-STARRS             |
| 781098 | 2013 CW96                | 8 febbraio 2013  | Pan-STARRS             |
| 781099 | 2013 CH98                | 25 gennaio 2009  | Spacewatch             |
| 781100 | 2013 CT99                | 8 febbraio 2013  | Pan-STARRS             |

## 781101–781200
| Nome   | Designazione provvisoria | Data di scoperta  | Scopritore                   |
| ------ | ------------------------ | ----------------- | ---------------------------- |
| 781101 | 2013 CV99                | 18 gennaio 2012   | Mount Lemmon Survey          |
| 781102 | 2013 CD100               | 8 febbraio 2013   | Pan-STARRS                   |
| 781103 | 2013 CH101               | 5 febbraio 2013   | Spacewatch                   |
| 781104 | 2013 CS102               | 2 febbraio 2013   | Spacewatch                   |
| 781105 | 2013 CU102               | 26 luglio 2011    | Pan-STARRS                   |
| 781106 | 2013 CJ104               | 9 febbraio 2013   | Pan-STARRS                   |
| 781107 | 2013 CO104               | 8 ottobre 2007    | Spacewatch                   |
| 781108 | 2013 CP111               | 31 gennaio 2009   | Spacewatch                   |
| 781109 | 2013 CY118               | 9 gennaio 2013    | Mount Lemmon Survey          |
| 781110 | 2013 CZ121               | 30 gennaio 2017   | Mount Lemmon Survey          |
| 781111 | 2013 CN123               | 20 febbraio 2009  | Spacewatch                   |
| 781112 | 2013 CQ124               | 15 aprile 2008    | Spacewatch                   |
| 781113 | 2013 CZ126               | 18 gennaio 2013   | Spacewatch                   |
| 781114 | 2013 CJ132               | 14 febbraio 2013  | Pan-STARRS                   |
| 781115 | 2013 CA133               | 9 febbraio 2013   | Pan-STARRS                   |
| 781116 | 2013 CP133               | 15 febbraio 2013  | C. Rinner                    |
| 781117 | 2013 CZ141               | 14 febbraio 2013  | Spacewatch                   |
| 781118 | 2013 CP142               | 10 gennaio 2013   | Spacewatch                   |
| 781119 | 2013 CH144               | 14 febbraio 2013  | Spacewatch                   |
| 781120 | 2013 CU146               | 5 febbraio 2013   | Spacewatch                   |
| 781121 | 2013 CY146               | 22 febbraio 2009  | Spacewatch                   |
| 781122 | 2013 CX149               | 24 settembre 2011 | Pan-STARRS                   |
| 781123 | 2013 CH150               | 14 febbraio 2013  | Spacewatch                   |
| 781124 | 2013 CL151               | 26 febbraio 2009  | Spacewatch                   |
| 781125 | 2013 CH152               | 14 febbraio 2013  | Pan-STARRS                   |
| 781126 | 2013 CU154               | 14 febbraio 2013  | Pan-STARRS                   |
| 781127 | 2013 CD155               | 14 febbraio 2013  | Pan-STARRS                   |
| 781128 | 2013 CD162               | 21 marzo 2004     | Spacewatch                   |
| 781129 | 2013 CG162               | 14 febbraio 2013  | Pan-STARRS                   |
| 781130 | 2013 CC164               | 14 febbraio 2013  | Spacewatch                   |
| 781131 | 2013 CU168               | 14 febbraio 2013  | Mount Lemmon Survey          |
| 781132 | 2013 CL177               | 8 gennaio 2013    | Spacewatch                   |
| 781133 | 2013 CL178               | 23 ottobre 2011   | Mount Lemmon Survey          |
| 781134 | 2013 CY185               | 3 marzo 2005      | Spacewatch                   |
| 781135 | 2013 CD190               | 16 febbraio 2005  | A. Boattini                  |
| 781136 | 2013 CM194               | 20 gennaio 2013   | Spacewatch                   |
| 781137 | 2013 CE200               | 7 aprile 2008     | Mount Lemmon Survey          |
| 781138 | 2013 CA201               | 9 febbraio 2013   | Pan-STARRS                   |
| 781139 | 2013 CL204               | 5 febbraio 2013   | Spacewatch                   |
| 781140 | 2013 CW207               | 14 febbraio 2013  | M. Schwartz, P. R. Holvorcem |
| 781141 | 2013 CQ209               | 16 gennaio 2013   | ESA OGS                      |
| 781142 | 2013 CZ210               | 1 gennaio 2012    | Mount Lemmon Survey          |
| 781143 | 2013 CA219               | 9 febbraio 2013   | Pan-STARRS                   |
| 781144 | 2013 CO219               | 9 febbraio 2013   | Pan-STARRS                   |
| 781145 | 2013 CW219               | 9 febbraio 2013   | Pan-STARRS                   |
| 781146 | 2013 CR221               | 20 gennaio 2013   | Mount Lemmon Survey          |
| 781147 | 2013 CX224               | 15 febbraio 2013  | Pan-STARRS                   |
| 781148 | 2013 CQ226               | 8 febbraio 2013   | Pan-STARRS                   |
| 781149 | 2013 CH227               | 14 febbraio 2013  | Spacewatch                   |
| 781150 | 2013 CU227               | 15 febbraio 2013  | Pan-STARRS                   |
| 781151 | 2013 CA228               | 20 ottobre 2011   | Mount Lemmon Survey          |
| 781152 | 2013 CN228               | 15 febbraio 2013  | Pan-STARRS                   |
| 781153 | 2013 CD231               | 14 febbraio 2013  | Mount Lemmon Survey          |
| 781154 | 2013 CK231               | 15 febbraio 2013  | Pan-STARRS                   |
| 781155 | 2013 CZ232               | 22 settembre 2003 | Spacewatch                   |
| 781156 | 2013 CJ234               | 7 luglio 2016     | Pan-STARRS                   |
| 781157 | 2013 CD235               | 8 febbraio 2013   | Pan-STARRS                   |
| 781158 | 2013 CG236               | 30 settembre 2017 | Pan-STARRS                   |
| 781159 | 2013 CA237               | 9 settembre 2015  | Pan-STARRS                   |
| 781160 | 2013 CQ237               | 23 giugno 2014    | Mount Lemmon Survey          |
| 781161 | 2013 CE241               | 9 febbraio 2013   | Pan-STARRS                   |
| 781162 | 2013 CJ241               | 9 febbraio 2013   | Pan-STARRS                   |
| 781163 | 2013 CW242               | 15 febbraio 2013  | Pan-STARRS                   |
| 781164 | 2013 CJ243               | 9 febbraio 2013   | Pan-STARRS                   |
| 781165 | 2013 CZ243               | 1 febbraio 2013   | Mount Lemmon Survey          |
| 781166 | 2013 CT244               | 15 febbraio 2013  | Pan-STARRS                   |
| 781167 | 2013 CN245               | 15 febbraio 2013  | Pan-STARRS                   |
| 781168 | 2013 CY247               | 9 febbraio 2013   | Pan-STARRS                   |
| 781169 | 2013 CD248               | 10 febbraio 2013  | Pan-STARRS                   |
| 781170 | 2013 CE249               | 8 febbraio 2013   | Pan-STARRS                   |
| 781171 | 2013 CR250               | 8 febbraio 2013   | Pan-STARRS                   |
| 781172 | 2013 CS250               | 15 febbraio 2013  | Pan-STARRS                   |
| 781173 | 2013 CW250               | 15 febbraio 2013  | Pan-STARRS                   |
| 781174 | 2013 CZ251               | 1 febbraio 2013   | Spacewatch                   |
| 781175 | 2013 CV252               | 14 febbraio 2013  | Pan-STARRS                   |
| 781176 | 2013 CR253               | 9 febbraio 2013   | Pan-STARRS                   |
| 781177 | 2013 CA255               | 15 febbraio 2013  | Pan-STARRS                   |
| 781178 | 2013 CB255               | 15 febbraio 2013  | Pan-STARRS                   |
| 781179 | 2013 CP258               | 1 febbraio 2013   | S. Mottola                   |
| 781180 | 2013 CU258               | 9 febbraio 2013   | Pan-STARRS                   |
| 781181 | 2013 CV258               | 8 febbraio 2013   | Pan-STARRS                   |
| 781182 | 2013 CG261               | 14 febbraio 2013  | Pan-STARRS                   |
| 781183 | 2013 CH261               | 5 febbraio 2013   | Mount Lemmon Survey          |
| 781184 | 2013 CM261               | 3 febbraio 2013   | Pan-STARRS                   |
| 781185 | 2013 CN261               | 6 febbraio 2013   | Spacewatch                   |
| 781186 | 2013 CB262               | 9 febbraio 2013   | Pan-STARRS                   |
| 781187 | 2013 CF262               | 2 settembre 2010  | Mount Lemmon Survey          |
| 781188 | 2013 CL263               | 8 febbraio 2013   | Pan-STARRS                   |
| 781189 | 2013 CQ263               | 25 novembre 2011  | Pan-STARRS                   |
| 781190 | 2013 CG264               | 13 febbraio 2013  | Pan-STARRS                   |
| 781191 | 2013 CT264               | 13 febbraio 2013  | Pan-STARRS                   |
| 781192 | 2013 DY4                 | 9 febbraio 2013   | Pan-STARRS                   |
| 781193 | 2013 DY10                | 18 ottobre 2003   | Spacewatch                   |
| 781194 | 2013 DN13                | 21 gennaio 2013   | Pan-STARRS                   |
| 781195 | 2013 DQ14                | 20 gennaio 2013   | Spacewatch                   |
| 781196 | 2013 DE15                | 17 febbraio 2013  | Mount Lemmon Survey          |
| 781197 | 2013 DS17                | 10 marzo 2005     | Mount Lemmon Survey          |
| 781198 | 2013 DD18                | 18 febbraio 2013  | M. Schwartz, P. R. Holvorcem |
| 781199 | 2013 DP19                | 25 luglio 2015    | Pan-STARRS                   |
| 781200 | 2013 DW19                | 15 giugno 2015    | Pan-STARRS                   |

## 781201–781300
| Nome   | Designazione provvisoria | Data di scoperta  | Scopritore                                               |
| ------ | ------------------------ | ----------------- | -------------------------------------------------------- |
| 781201 | 2013 DX19                | 16 febbraio 2013  | Mount Lemmon Survey                                      |
| 781202 | 2013 DZ19                | 16 febbraio 2013  | Spacewatch                                               |
| 781203 | 2013 DG21                | 18 febbraio 2013  | Spacewatch                                               |
| 781204 | 2013 DN21                | 16 febbraio 2013  | Mount Lemmon Survey                                      |
| 781205 | 2013 DM22                | 16 febbraio 2013  | Mount Lemmon Survey                                      |
| 781206 | 2013 DG23                | 16 febbraio 2013  | Mount Lemmon Survey                                      |
| 781207 | 2013 DR23                | 16 febbraio 2013  | Spacewatch                                               |
| 781208 | 2013 EP3                 | 15 febbraio 2013  | Pan-STARRS                                               |
| 781209 | 2013 EY3                 | 19 ottobre 2011   | Mount Lemmon Survey                                      |
| 781210 | 2013 EJ5                 | 15 febbraio 2013  | Pan-STARRS                                               |
| 781211 | 2013 EP9                 | 14 febbraio 2013  | Pan-STARRS                                               |
| 781212 | 2013 EB12                | 20 febbraio 2004  | W. Bickel                                                |
| 781213 | 2013 ED13                | 13 settembre 2007 | Mount Lemmon Survey                                      |
| 781214 | 2013 ES13                | 14 febbraio 2013  | Pan-STARRS                                               |
| 781215 | 2013 EF22                | 18 febbraio 2013  | Spacewatch                                               |
| 781216 | 2013 EC25                | 14 febbraio 2013  | Spacewatch                                               |
| 781217 | 2013 ER35                | 6 marzo 2013      | Pan-STARRS                                               |
| 781218 | 2013 EE36                | 21 marzo 2009     | Spacewatch                                               |
| 781219 | 2013 ET36                | 8 marzo 2013      | Pan-STARRS                                               |
| 781220 | 2013 EX37                | 17 settembre 2010 | Mount Lemmon Survey                                      |
| 781221 | 2013 EP38                | 8 marzo 2013      | Pan-STARRS                                               |
| 781222 | 2013 EP43                | 6 marzo 2013      | Pan-STARRS                                               |
| 781223 | 2013 EO44                | 6 marzo 2013      | Pan-STARRS                                               |
| 781224 | 2013 EB47                | 6 marzo 2013      | Pan-STARRS                                               |
| 781225 | 2013 EP52                | 8 marzo 2013      | Pan-STARRS                                               |
| 781226 | 2013 EZ52                | 8 marzo 2013      | Pan-STARRS                                               |
| 781227 | 2013 ES54                | 8 marzo 2013      | Pan-STARRS                                               |
| 781228 | 2013 ER59                | 8 marzo 2013      | Pan-STARRS                                               |
| 781229 | 2013 EZ63                | 8 marzo 2008      | Mount Lemmon Survey                                      |
| 781230 | 2013 EK74                | 7 marzo 2013      | Mount Lemmon Survey                                      |
| 781231 | 2013 EF78                | 8 marzo 2013      | Pan-STARRS                                               |
| 781232 | 2013 EQ79                | 8 marzo 2013      | Pan-STARRS                                               |
| 781233 | 2013 EC87                | 12 marzo 2013     | Spacewatch                                               |
| 781234 | 2013 EX95                | 18 novembre 2007  | Mount Lemmon Survey                                      |
| 781235 | 2013 EG102               | 11 marzo 2013     | Spacewatch                                               |
| 781236 | 2013 ET105               | 4 marzo 2013      | Pan-STARRS                                               |
| 781237 | 2013 EB122               | 8 marzo 2013      | Pan-STARRS                                               |
| 781238 | 2013 EO122               | 17 settembre 2006 | Spacewatch                                               |
| 781239 | 2013 EB125               | 13 marzo 2013     | Spacewatch                                               |
| 781240 | 2013 EN130               | 3 marzo 2009      | Spacewatch                                               |
| 781241 | 2013 EP132               | 12 marzo 2013     | Research and Education Collaborative Occultation Network |
| 781242 | 2013 EB136               | 13 aprile 2013    | Pan-STARRS                                               |
| 781243 | 2013 EQ141               | 13 febbraio 2013  | ESA OGS                                                  |
| 781244 | 2013 EH146               | 21 aprile 2009    | Mount Lemmon Survey                                      |
| 781245 | 2013 EY146               | 14 febbraio 2013  | Pan-STARRS                                               |
| 781246 | 2013 EA147               | 17 novembre 1999  | Spacewatch                                               |
| 781247 | 2013 EX147               | 20 marzo 1999     | SDSS                                                     |
| 781248 | 2013 EP149               | 25 ottobre 2011   | Pan-STARRS                                               |
| 781249 | 2013 EX152               | 12 aprile 2013    | Pan-STARRS                                               |
| 781250 | 2013 EU157               | 27 febbraio 2004  | DES                                                      |
| 781251 | 2013 ER158               | 7 marzo 2013      | Spacewatch                                               |
| 781252 | 2013 ES158               | 5 novembre 2007   | Mount Lemmon Survey                                      |
| 781253 | 2013 EN159               | 12 marzo 2013     | Mount Lemmon Survey                                      |
| 781254 | 2013 EW159               | 4 gennaio 2017    | Pan-STARRS                                               |
| 781255 | 2013 ER160               | 13 marzo 2013     | Pan-STARRS                                               |
| 781256 | 2013 EY160               | 13 marzo 2013     | Pan-STARRS                                               |
| 781257 | 2013 ES161               | 13 marzo 2013     | Pan-STARRS                                               |
| 781258 | 2013 ED167               | 12 marzo 2013     | Mount Lemmon Survey                                      |
| 781259 | 2013 EM167               | 8 marzo 2013      | Pan-STARRS                                               |
| 781260 | 2013 EC168               | 5 marzo 2013      | Pan-STARRS                                               |
| 781261 | 2013 EJ168               | 8 marzo 2013      | Pan-STARRS                                               |
| 781262 | 2013 EK171               | 5 marzo 2013      | Pan-STARRS                                               |
| 781263 | 2013 ED172               | 6 marzo 2013      | Pan-STARRS                                               |
| 781264 | 2013 EE173               | 4 marzo 2013      | Pan-STARRS                                               |
| 781265 | 2013 EF175               | 5 marzo 2013      | Mount Lemmon Survey                                      |
| 781266 | 2013 EF178               | 5 marzo 2013      | Pan-STARRS                                               |
| 781267 | 2013 ET180               | 4 marzo 2013      | Pan-STARRS                                               |
| 781268 | 2013 EB181               | 5 marzo 2013      | Mount Lemmon Survey                                      |
| 781269 | 2013 EQ181               | 13 marzo 2013     | Mount Lemmon Survey                                      |
| 781270 | 2013 EX182               | 8 marzo 2013      | Pan-STARRS                                               |
| 781271 | 2013 EA183               | 2 marzo 2013      | Mount Lemmon Survey                                      |
| 781272 | 2013 EW183               | 8 marzo 2013      | Pan-STARRS                                               |
| 781273 | 2013 EL185               | 8 marzo 2013      | Pan-STARRS                                               |
| 781274 | 2013 EO185               | 24 aprile 2009    | Mount Lemmon Survey                                      |
| 781275 | 2013 ER185               | 5 marzo 2013      | Mount Lemmon Survey                                      |
| 781276 | 2013 EM187               | 5 marzo 2013      | Pan-STARRS                                               |
| 781277 | 2013 ED190               | 14 marzo 2013     | Mount Lemmon Survey                                      |
| 781278 | 2013 FG15                | 17 marzo 2004     | Spacewatch                                               |
| 781279 | 2013 FB30                | 19 marzo 2013     | Pan-STARRS                                               |
| 781280 | 2013 FH36                | 19 marzo 2013     | Pan-STARRS                                               |
| 781281 | 2013 FK36                | 18 marzo 2013     | Mount Lemmon Survey                                      |
| 781282 | 2013 FN36                | 10 ottobre 2015   | Pan-STARRS                                               |
| 781283 | 2013 FB37                | 18 marzo 2013     | Spacewatch                                               |
| 781284 | 2013 FS39                | 31 marzo 2013     | Mount Lemmon Survey                                      |
| 781285 | 2013 FX40                | 31 marzo 2013     | Mount Lemmon Survey                                      |
| 781286 | 2013 FD42                | 19 marzo 2013     | Pan-STARRS                                               |
| 781287 | 2013 FZ44                | 19 marzo 2013     | Pan-STARRS                                               |
| 781288 | 2013 GH6                 | 19 marzo 2013     | Pan-STARRS                                               |
| 781289 | 2013 GU9                 | 24 aprile 2004    | Spacewatch                                               |
| 781290 | 2013 GN16                | 4 aprile 2013     | Pan-STARRS                                               |
| 781291 | 2013 GN18                | 5 marzo 2013      | Mount Lemmon Survey                                      |
| 781292 | 2013 GV18                | 5 aprile 2013     | PTF                                                      |
| 781293 | 2013 GS19                | 5 aprile 2013     | Pan-STARRS                                               |
| 781294 | 2013 GX29                | 24 aprile 2009    | Mount Lemmon Survey                                      |
| 781295 | 2013 GZ32                | 16 marzo 2013     | Mount Lemmon Survey                                      |
| 781296 | 2013 GK34                | 5 aprile 2013     | Pan-STARRS                                               |
| 781297 | 2013 GV35                | 7 aprile 2013     | Mount Lemmon Survey                                      |
| 781298 | 2013 GB36                | 22 aprile 2009    | Mount Lemmon Survey                                      |
| 781299 | 2013 GT41                | 8 aprile 2013     | Mount Lemmon Survey                                      |
| 781300 | 2013 GW45                | 19 marzo 2013     | Pan-STARRS                                               |

## 781301–781400
| Nome   | Designazione provvisoria | Data di scoperta  | Scopritore          |
| ------ | ------------------------ | ----------------- | ------------------- |
| 781301 | 2013 GN51                | 10 aprile 2013    | Mount Lemmon Survey |
| 781302 | 2013 GZ54                | 30 aprile 2005    | Spacewatch          |
| 781303 | 2013 GV57                | 14 ottobre 2010   | Mount Lemmon Survey |
| 781304 | 2013 GF62                | 18 marzo 2013     | Spacewatch          |
| 781305 | 2013 GN62                | 7 aprile 2013     | Mount Lemmon Survey |
| 781306 | 2013 GT77                | 7 aprile 2013     | Mount Lemmon Survey |
| 781307 | 2013 GD80                | 13 aprile 2013    | ESA OGS             |
| 781308 | 2013 GL86                | 14 aprile 2013    | Mount Lemmon Survey |
| 781309 | 2013 GE87                | 14 aprile 2013    | PTF                 |
| 781310 | 2013 GN88                | 17 aprile 2009    | R. Holmes           |
| 781311 | 2013 GR89                | 5 febbraio 2013   | Mount Lemmon Survey |
| 781312 | 2013 GD107               | 30 aprile 2009    | Mount Lemmon Survey |
| 781313 | 2013 GS121               | 8 aprile 2013     | Mount Lemmon Survey |
| 781314 | 2013 GZ125               | 11 aprile 2013    | Spacewatch          |
| 781315 | 2013 GA128               | 15 aprile 2013    | Pan-STARRS          |
| 781316 | 2013 GK128               | 3 aprile 2013     | PTF                 |
| 781317 | 2013 GM134               | 14 marzo 2013     | Spacewatch          |
| 781318 | 2013 GY135               | 18 marzo 2013     | Mount Lemmon Survey |
| 781319 | 2013 GA139               | 12 aprile 2013    | Pan-STARRS          |
| 781320 | 2013 GF140               | 7 aprile 2013     | Spacewatch          |
| 781321 | 2013 GT140               | 13 aprile 2013    | Spacewatch          |
| 781322 | 2013 GV140               | 13 aprile 2013    | Pan-STARRS          |
| 781323 | 2013 GB142               | 3 giugno 2014     | Pan-STARRS          |
| 781324 | 2013 GR142               | 5 aprile 2013     | PTF                 |
| 781325 | 2013 GJ143               | 9 aprile 2013     | Pan-STARRS          |
| 781326 | 2013 GK143               | 12 aprile 2013    | Pan-STARRS          |
| 781327 | 2013 GT143               | 11 aprile 2013    | Mount Lemmon Survey |
| 781328 | 2013 GZ145               | 11 aprile 2013    | Mount Lemmon Survey |
| 781329 | 2013 GW146               | 20 marzo 2017     | Pan-STARRS          |
| 781330 | 2013 GB147               | 13 aprile 2013    | Spacewatch          |
| 781331 | 2013 GK147               | 10 aprile 2013    | Mount Lemmon Survey |
| 781332 | 2013 GE148               | 15 aprile 2013    | Pan-STARRS          |
| 781333 | 2013 GL148               | 6 aprile 2013     | Mount Lemmon Survey |
| 781334 | 2013 GO148               | 4 marzo 2017      | Pan-STARRS          |
| 781335 | 2013 GZ149               | 10 aprile 2013    | Pan-STARRS          |
| 781336 | 2013 GG150               | 11 aprile 2013    | Spacewatch          |
| 781337 | 2013 GW150               | 13 aprile 2013    | Pan-STARRS          |
| 781338 | 2013 GX150               | 12 aprile 2013    | Pan-STARRS          |
| 781339 | 2013 GL154               | 11 aprile 2013    | Spacewatch          |
| 781340 | 2013 GF155               | 10 aprile 2013    | Pan-STARRS          |
| 781341 | 2013 GP155               | 7 aprile 2013     | M. Ory              |
| 781342 | 2013 GC157               | 10 aprile 2013    | Pan-STARRS          |
| 781343 | 2013 GW157               | 15 aprile 2013    | Pan-STARRS          |
| 781344 | 2013 GY157               | 2 aprile 2013     | CSS                 |
| 781345 | 2013 GT158               | 4 settembre 2010  | Mount Lemmon Survey |
| 781346 | 2013 GT159               | 13 aprile 2013    | Pan-STARRS          |
| 781347 | 2013 GS161               | 10 aprile 2013    | Pan-STARRS          |
| 781348 | 2013 GV162               | 13 aprile 2013    | Spacewatch          |
| 781349 | 2013 GA163               | 1 aprile 2013     | Spacewatch          |
| 781350 | 2013 GE164               | 9 aprile 2013     | Pan-STARRS          |
| 781351 | 2013 GP164               | 10 aprile 2013    | Mount Lemmon Survey |
| 781352 | 2013 GG165               | 10 aprile 2013    | Pan-STARRS          |
| 781353 | 2013 GM166               | 12 aprile 2013    | Mount Lemmon Survey |
| 781354 | 2013 GO166               | 11 aprile 2013    | Spacewatch          |
| 781355 | 2013 GY166               | 12 aprile 2013    | Pan-STARRS          |
| 781356 | 2013 GF167               | 10 aprile 2013    | Pan-STARRS          |
| 781357 | 2013 GY170               | 10 aprile 2013    | Pan-STARRS          |
| 781358 | 2013 HH1                 | 16 aprile 2013    | M. Ory              |
| 781359 | 2013 HP10                | 16 marzo 2013     | CSS                 |
| 781360 | 2013 HV22                | 18 aprile 2013    | Pan-STARRS          |
| 781361 | 2013 HU24                | 13 aprile 2013    | Pan-STARRS          |
| 781362 | 2013 HK27                | 26 febbraio 2008  | Mount Lemmon Survey |
| 781363 | 2013 HR27                | 14 gennaio 2008   | Spacewatch          |
| 781364 | 2013 HQ34                | 16 aprile 2013    | CTIO-DECam          |
| 781365 | 2013 HX39                | 16 aprile 2013    | CTIO-DECam          |
| 781366 | 2013 HL41                | 9 aprile 2013     | Pan-STARRS          |
| 781367 | 2013 HU45                | 3 novembre 2005   | Mount Lemmon Survey |
| 781368 | 2013 HN46                | 16 aprile 2013    | CTIO-DECam          |
| 781369 | 2013 HT46                | 16 aprile 2013    | CTIO-DECam          |
| 781370 | 2013 HP47                | 16 aprile 2013    | CTIO-DECam          |
| 781371 | 2013 HV49                | 16 aprile 2013    | CTIO-DECam          |
| 781372 | 2013 HS54                | 16 aprile 2013    | CTIO-DECam          |
| 781373 | 2013 HW56                | 17 settembre 2010 | Mount Lemmon Survey |
| 781374 | 2013 HQ58                | 9 aprile 2013     | Pan-STARRS          |
| 781375 | 2013 HV59                | 9 aprile 2013     | Pan-STARRS          |
| 781376 | 2013 HH62                | 16 aprile 2013    | CTIO-DECam          |
| 781377 | 2013 HL62                | 16 aprile 2013    | CTIO-DECam          |
| 781378 | 2013 HF63                | 9 aprile 2013     | Pan-STARRS          |
| 781379 | 2013 HP66                | 16 aprile 2013    | CTIO-DECam          |
| 781380 | 2013 HT67                | 16 aprile 2013    | CTIO-DECam          |
| 781381 | 2013 HL71                | 16 aprile 2013    | CTIO-DECam          |
| 781382 | 2013 HS71                | 13 febbraio 2008  | Spacewatch          |
| 781383 | 2013 HY72                | 17 ottobre 2010   | Mount Lemmon Survey |
| 781384 | 2013 HD73                | 16 aprile 2013    | CTIO-DECam          |
| 781385 | 2013 HN75                | 16 aprile 2013    | CTIO-DECam          |
| 781386 | 2013 HG78                | 9 aprile 2013     | Pan-STARRS          |
| 781387 | 2013 HN80                | 3 novembre 2010   | Mount Lemmon Survey |
| 781388 | 2013 HR81                | 16 aprile 2013    | CTIO-DECam          |
| 781389 | 2013 HA82                | 9 aprile 2013     | Pan-STARRS          |
| 781390 | 2013 HD84                | 16 aprile 2013    | CTIO-DECam          |
| 781391 | 2013 HH84                | 16 aprile 2013    | CTIO-DECam          |
| 781392 | 2013 HX85                | 5 marzo 2013      | Pan-STARRS          |
| 781393 | 2013 HY86                | 16 aprile 2013    | CTIO-DECam          |
| 781394 | 2013 HZ86                | 9 aprile 2013     | Pan-STARRS          |
| 781395 | 2013 HZ92                | 12 gennaio 2008   | Spacewatch          |
| 781396 | 2013 HA95                | 16 aprile 2013    | CTIO-DECam          |
| 781397 | 2013 HZ97                | 15 marzo 2013     | Spacewatch          |
| 781398 | 2013 HW100               | 16 aprile 2013    | CTIO-DECam          |
| 781399 | 2013 HM102               | 30 dicembre 2007  | Mount Lemmon Survey |
| 781400 | 2013 HH106               | 16 aprile 2013    | CTIO-DECam          |

## 781401–781500
| Nome   | Designazione provvisoria | Data di scoperta  | Scopritore                   |
| ------ | ------------------------ | ----------------- | ---------------------------- |
| 781401 | 2013 HX112               | 19 ottobre 2006   | Mount Lemmon Survey          |
| 781402 | 2013 HD124               | 9 aprile 2013     | Pan-STARRS                   |
| 781403 | 2013 HJ127               | 17 aprile 2013    | CTIO-DECam                   |
| 781404 | 2013 HS129               | 9 aprile 2013     | Pan-STARRS                   |
| 781405 | 2013 HC130               | 9 aprile 2013     | Pan-STARRS                   |
| 781406 | 2013 HC132               | 17 aprile 2013    | CTIO-DECam                   |
| 781407 | 2013 HH132               | 17 aprile 2013    | CTIO-DECam                   |
| 781408 | 2013 HY133               | 17 aprile 2013    | CTIO-DECam                   |
| 781409 | 2013 HE134               | 9 aprile 2013     | Pan-STARRS                   |
| 781410 | 2013 HG134               | 17 aprile 2013    | CTIO-DECam                   |
| 781411 | 2013 HB135               | 14 aprile 2013    | F. Hormuth                   |
| 781412 | 2013 HT141               | 17 aprile 2013    | CTIO-DECam                   |
| 781413 | 2013 HE144               | 16 aprile 2013    | CTIO-DECam                   |
| 781414 | 2013 HM145               | 9 aprile 2013     | Pan-STARRS                   |
| 781415 | 2013 HX145               | 9 aprile 2013     | Pan-STARRS                   |
| 781416 | 2013 HB149               | 17 aprile 2013    | CTIO-DECam                   |
| 781417 | 2013 HL150               | 17 aprile 2013    | CTIO-DECam                   |
| 781418 | 2013 HW151               | 27 luglio 2014    | Pan-STARRS                   |
| 781419 | 2013 HU155               | 20 ottobre 2006   | Spacewatch                   |
| 781420 | 2013 HV157               | 19 aprile 2013    | Pan-STARRS                   |
| 781421 | 2013 HQ158               | 22 aprile 2013    | Pan-STARRS                   |
| 781422 | 2013 HR158               | 16 aprile 2013    | Pan-STARRS                   |
| 781423 | 2013 HC159               | 21 aprile 2013    | CSS                          |
| 781424 | 2013 HH159               | 19 aprile 2013    | Mount Lemmon Survey          |
| 781425 | 2013 HP160               | 16 aprile 2013    | Pan-STARRS                   |
| 781426 | 2013 HQ160               | 7 ottobre 2014    | Pan-STARRS                   |
| 781427 | 2013 HK161               | 4 febbraio 2017   | Pan-STARRS                   |
| 781428 | 2013 HR161               | 16 aprile 2013    | Pan-STARRS                   |
| 781429 | 2013 HO164               | 19 aprile 2013    | Mount Lemmon Survey          |
| 781430 | 2013 HU165               | 17 aprile 2013    | Pan-STARRS                   |
| 781431 | 2013 JS9                 | 5 maggio 2013     | Pan-STARRS                   |
| 781432 | 2013 JF11                | 13 aprile 2013    | Pan-STARRS                   |
| 781433 | 2013 JL13                | 8 maggio 2013     | Pan-STARRS                   |
| 781434 | 2013 JK21                | 10 maggio 2013    | Spacewatch                   |
| 781435 | 2013 JD22                | 16 aprile 2013    | Pan-STARRS                   |
| 781436 | 2013 JQ24                | 18 settembre 2010 | Mount Lemmon Survey          |
| 781437 | 2013 JT27                | 11 maggio 2013    | Spacewatch                   |
| 781438 | 2013 JQ33                | 10 aprile 2013    | Pan-STARRS                   |
| 781439 | 2013 JU36                | 11 maggio 2013    | CSS                          |
| 781440 | 2013 JZ48                | 19 aprile 2013    | Pan-STARRS                   |
| 781441 | 2013 JQ51                | 15 aprile 2013    | Pan-STARRS                   |
| 781442 | 2013 JA59                | 1 maggio 2013     | Mount Lemmon Survey          |
| 781443 | 2013 JS59                | 13 aprile 2013    | Pan-STARRS                   |
| 781444 | 2013 JY66                | 12 maggio 2013    | Pan-STARRS                   |
| 781445 | 2013 JZ66                | 15 maggio 2013    | Mount Lemmon Survey          |
| 781446 | 2013 JM68                | 7 maggio 2013     | Mount Lemmon Survey          |
| 781447 | 2013 JK69                | 18 settembre 2014 | Pan-STARRS                   |
| 781448 | 2013 JP69                | 26 agosto 2014    | Pan-STARRS                   |
| 781449 | 2013 JQ69                | 2 maggio 2013     | M. Schwartz, P. R. Holvorcem |
| 781450 | 2013 JV69                | 12 maggio 2013    | Mount Lemmon Survey          |
| 781451 | 2013 JA70                | 8 maggio 2013     | Pan-STARRS                   |
| 781452 | 2013 JM71                | 30 luglio 2014    | Pan-STARRS                   |
| 781453 | 2013 JP71                | 24 settembre 2014 | Mount Lemmon Survey          |
| 781454 | 2013 JU71                | 28 agosto 2014    | Pan-STARRS                   |
| 781455 | 2013 JC72                | 22 agosto 2014    | Pan-STARRS                   |
| 781456 | 2013 JX72                | 28 gennaio 2016   | Mount Lemmon Survey          |
| 781457 | 2013 JS73                | 12 maggio 2013    | Mount Lemmon Survey          |
| 781458 | 2013 JZ73                | 3 agosto 2014     | Pan-STARRS                   |
| 781459 | 2013 JA75                | 10 maggio 2013    | Spacewatch                   |
| 781460 | 2013 JC76                | 9 maggio 2013     | Pan-STARRS                   |
| 781461 | 2013 JQ77                | 13 maggio 2013    | Spacewatch                   |
| 781462 | 2013 JM78                | 8 maggio 2013     | Pan-STARRS                   |
| 781463 | 2013 JV78                | 5 maggio 2013     | Pan-STARRS                   |
| 781464 | 2013 JS80                | 10 maggio 2013    | Pan-STARRS                   |
| 781465 | 2013 JQ81                | 9 maggio 2013     | Pan-STARRS                   |
| 781466 | 2013 KC                  | 23 aprile 2013    | Pan-STARRS                   |
| 781467 | 2013 KM10                | 27 giugno 2009    | Mount Lemmon Survey          |
| 781468 | 2013 KJ15                | 30 maggio 2013    | Mount Lemmon Survey          |
| 781469 | 2013 KU17                | 21 maggio 2013    | Mount Lemmon Survey          |
| 781470 | 2013 KJ20                | 18 maggio 2018    | Mount Lemmon Survey          |
| 781471 | 2013 KM20                | 13 luglio 2018    | Pan-STARRS                   |
| 781472 | 2013 KC22                | 16 maggio 2013    | Mount Lemmon Survey          |
| 781473 | 2013 KK22                | 20 maggio 2013    | Spacewatch                   |
| 781474 | 2013 LX5                 | 15 aprile 2013    | Pan-STARRS                   |
| 781475 | 2013 LC13                | 5 giugno 2013     | Mount Lemmon Survey          |
| 781476 | 2013 LO15                | 6 giugno 2013     | Mount Lemmon Survey          |
| 781477 | 2013 LD17                | 2 giugno 2013     | Mount Lemmon Survey          |
| 781478 | 2013 LF22                | 10 maggio 2013    | F. Hormuth                   |
| 781479 | 2013 LF24                | 13 maggio 2013    | Mount Lemmon Survey          |
| 781480 | 2013 LE25                | 24 marzo 2013     | CSS                          |
| 781481 | 2013 LQ25                | 18 maggio 2013    | Mount Lemmon Survey          |
| 781482 | 2013 LF37                | 4 giugno 2013     | Mount Lemmon Survey          |
| 781483 | 2013 LQ37                | 7 giugno 2013     | Spacewatch                   |
| 781484 | 2013 LK38                | 12 giugno 2013    | Pan-STARRS                   |
| 781485 | 2013 LM40                | 3 aprile 2017     | Pan-STARRS                   |
| 781486 | 2013 LV40                | 7 giugno 2013     | Pan-STARRS                   |
| 781487 | 2013 LT41                | 12 giugno 2013    | Pan-STARRS                   |
| 781488 | 2013 LX41                | 3 giugno 2013     | Mount Lemmon Survey          |
| 781489 | 2013 LU43                | 12 giugno 2013    | Pan-STARRS                   |
| 781490 | 2013 LV43                | 12 giugno 2013    | Pan-STARRS                   |
| 781491 | 2013 LD46                | 12 giugno 2013    | M. Ory                       |
| 781492 | 2013 MC3                 | 5 luglio 2005     | Spacewatch                   |
| 781493 | 2013 MO7                 | 16 maggio 2013    | Pan-STARRS                   |
| 781494 | 2013 MH13                | 28 marzo 2008     | Mount Lemmon Survey          |
| 781495 | 2013 MM14                | 18 giugno 2013    | Pan-STARRS                   |
| 781496 | 2013 MN15                | 18 giugno 2013    | Pan-STARRS                   |
| 781497 | 2013 MA16                | 22 maggio 2018    | Pan-STARRS                   |
| 781498 | 2013 MJ18                | 30 giugno 2013    | Pan-STARRS                   |
| 781499 | 2013 ME19                | 18 giugno 2013    | Pan-STARRS                   |
| 781500 | 2013 MF19                | 18 giugno 2013    | Mount Lemmon Survey          |

## 781501–781600
| Nome   | Designazione provvisoria | Data di scoperta  | Scopritore                |
| ------ | ------------------------ | ----------------- | ------------------------- |
| 781501 | 2013 MJ20                | 18 giugno 2013    | Pan-STARRS                |
| 781502 | 2013 MZ20                | 18 giugno 2013    | Pan-STARRS                |
| 781503 | 2013 MX22                | 18 giugno 2013    | Pan-STARRS                |
| 781504 | 2013 NP4                 | 18 giugno 2013    | Pan-STARRS                |
| 781505 | 2013 NK12                | 6 luglio 2013     | Pan-STARRS                |
| 781506 | 2013 NR25                | 15 luglio 2013    | Pan-STARRS                |
| 781507 | 2013 NY25                | 25 settembre 2008 | Mount Lemmon Survey       |
| 781508 | 2013 NC26                | 15 luglio 2013    | Pan-STARRS                |
| 781509 | 2013 NH27                | 27 settembre 2009 | Mount Lemmon Survey       |
| 781510 | 2013 NO27                | 13 luglio 2013    | Mount Lemmon Survey       |
| 781511 | 2013 NM28                | 27 marzo 2008     | Spacewatch                |
| 781512 | 2013 NB29                | 12 luglio 2013    | Pan-STARRS                |
| 781513 | 2013 NB30                | 13 gennaio 2011   | Mount Lemmon Survey       |
| 781514 | 2013 ND31                | 14 luglio 2013    | Pan-STARRS                |
| 781515 | 2013 NH31                | 21 marzo 2012     | Mount Lemmon Survey       |
| 781516 | 2013 NQ31                | 15 luglio 2013    | Pan-STARRS                |
| 781517 | 2013 NG32                | 15 luglio 2013    | Pan-STARRS                |
| 781518 | 2013 NJ33                | 15 luglio 2013    | Pan-STARRS                |
| 781519 | 2013 NH34                | 15 luglio 2013    | Pan-STARRS                |
| 781520 | 2013 ND36                | 13 luglio 2013    | Pan-STARRS                |
| 781521 | 2013 NL36                | 1 luglio 2013     | Pan-STARRS                |
| 781522 | 2013 NX37                | 13 luglio 2013    | Pan-STARRS                |
| 781523 | 2013 ND42                | 26 ottobre 2008   | Mount Lemmon Survey       |
| 781524 | 2013 NF45                | 6 dicembre 2015   | Mount Lemmon Survey       |
| 781525 | 2013 NL46                | 10 luglio 2018    | Pan-STARRS                |
| 781526 | 2013 NP48                | 14 luglio 2013    | Pan-STARRS                |
| 781527 | 2013 NG52                | 14 luglio 2013    | Pan-STARRS                |
| 781528 | 2013 NM52                | 14 luglio 2013    | Pan-STARRS                |
| 781529 | 2013 NN52                | 13 luglio 2013    | Pan-STARRS                |
| 781530 | 2013 NP52                | 14 luglio 2013    | Pan-STARRS                |
| 781531 | 2013 NR53                | 14 luglio 2013    | Pan-STARRS                |
| 781532 | 2013 NJ54                | 13 luglio 2013    | Pan-STARRS                |
| 781533 | 2013 NT55                | 15 luglio 2013    | Pan-STARRS                |
| 781534 | 2013 NA57                | 17 maggio 2012    | Mount Lemmon Survey       |
| 781535 | 2013 NN57                | 7 luglio 2013     | Spacewatch                |
| 781536 | 2013 NY57                | 15 luglio 2013    | Pan-STARRS                |
| 781537 | 2013 ND58                | 14 luglio 2013    | Pan-STARRS                |
| 781538 | 2013 NN58                | 13 luglio 2013    | Pan-STARRS                |
| 781539 | 2013 NW58                | 14 luglio 2013    | Pan-STARRS                |
| 781540 | 2013 NX59                | 13 luglio 2013    | Pan-STARRS                |
| 781541 | 2013 NY59                | 14 luglio 2013    | Pan-STARRS                |
| 781542 | 2013 NE61                | 15 luglio 2013    | Pan-STARRS                |
| 781543 | 2013 NH61                | 15 luglio 2013    | Pan-STARRS                |
| 781544 | 2013 NL61                | 8 febbraio 2011   | Mount Lemmon Survey       |
| 781545 | 2013 NO62                | 14 luglio 2013    | Pan-STARRS                |
| 781546 | 2013 NC63                | 20 ottobre 2004   | CSS                       |
| 781547 | 2013 NC67                | 15 luglio 2013    | Pan-STARRS                |
| 781548 | 2013 NR68                | 14 luglio 2013    | Pan-STARRS                |
| 781549 | 2013 NF69                | 14 luglio 2013    | Pan-STARRS                |
| 781550 | 2013 NH70                | 4 luglio 2013     | Pan-STARRS                |
| 781551 | 2013 NE72                | 13 luglio 2013    | Pan-STARRS                |
| 781552 | 2013 NX75                | 14 luglio 2013    | Pan-STARRS                |
| 781553 | 2013 NO76                | 14 luglio 2013    | Pan-STARRS                |
| 781554 | 2013 NS76                | 14 luglio 2013    | Pan-STARRS                |
| 781555 | 2013 NA77                | 1 luglio 2013     | Pan-STARRS                |
| 781556 | 2013 NQ77                | 15 luglio 2013    | Pan-STARRS                |
| 781557 | 2013 NR77                | 14 luglio 2013    | Pan-STARRS                |
| 781558 | 2013 NS77                | 14 luglio 2013    | Pan-STARRS                |
| 781559 | 2013 NW77                | 13 luglio 2013    | Pan-STARRS                |
| 781560 | 2013 NC78                | 13 luglio 2013    | Pan-STARRS                |
| 781561 | 2013 NV78                | 13 luglio 2013    | Pan-STARRS                |
| 781562 | 2013 NW79                | 13 luglio 2013    | Pan-STARRS                |
| 781563 | 2013 NQ82                | 14 luglio 2013    | Pan-STARRS                |
| 781564 | 2013 OB1                 | 21 dicembre 2006  | Spacewatch                |
| 781565 | 2013 OS5                 | 29 luglio 2013    | R. Holmes                 |
| 781566 | 2013 OP11                | 8 agosto 2002     | LONEOS                    |
| 781567 | 2013 ON17                | 16 luglio 2013    | K. Sárneczky, B'anyai, E. |
| 781568 | 2013 OX17                | 16 luglio 2013    | Pan-STARRS                |
| 781569 | 2013 PR4                 | 1 marzo 2008      | Spacewatch                |
| 781570 | 2013 PZ5                 | 13 luglio 2013    | Pan-STARRS                |
| 781571 | 2013 PU14                | 15 luglio 2013    | Pan-STARRS                |
| 781572 | 2013 PR29                | 9 agosto 2013     | Pan-STARRS                |
| 781573 | 2013 PL30                | 9 agosto 2013     | Pan-STARRS                |
| 781574 | 2013 PU30                | 9 agosto 2013     | Pan-STARRS                |
| 781575 | 2013 PK33                | 7 agosto 2013     | Spacewatch                |
| 781576 | 2013 PP36                | 10 agosto 2013    | Spacewatch                |
| 781577 | 2013 PW39                | 4 agosto 2013     | Pan-STARRS                |
| 781578 | 2013 PG46                | 15 luglio 2013    | Pan-STARRS                |
| 781579 | 2013 PK47                | 25 febbraio 2011  | Mount Lemmon Survey       |
| 781580 | 2013 PV47                | 12 agosto 2013    | Spacewatch                |
| 781581 | 2013 PO53                | 14 agosto 2013    | Pan-STARRS                |
| 781582 | 2013 PX54                | 9 agosto 2013     | Pan-STARRS                |
| 781583 | 2013 PD55                | 9 agosto 2013     | Pan-STARRS                |
| 781584 | 2013 PD56                | 14 agosto 2013    | Pan-STARRS                |
| 781585 | 2013 PO58                | 16 luglio 2013    | Pan-STARRS                |
| 781586 | 2013 PU62                | 15 agosto 2013    | Pan-STARRS                |
| 781587 | 2013 PM63                | 8 agosto 2013     | Pan-STARRS                |
| 781588 | 2013 PU64                | 13 luglio 2013    | Mount Lemmon Survey       |
| 781589 | 2013 PL66                | 15 agosto 2013    | Pan-STARRS                |
| 781590 | 2013 PE74                | 12 agosto 2013    | PTF                       |
| 781591 | 2013 PF76                | 22 settembre 2008 | Spacewatch                |
| 781592 | 2013 PJ77                | 8 febbraio 2011   | Mount Lemmon Survey       |
| 781593 | 2013 PR78                | 12 agosto 2013    | Pan-STARRS                |
| 781594 | 2013 PL79                | 5 agosto 2013     | ESA OGS                   |
| 781595 | 2013 PQ79                | 7 agosto 2013     | Spacewatch                |
| 781596 | 2013 PF81                | 30 gennaio 2011   | Pan-STARRS                |
| 781597 | 2013 PA82                | 14 agosto 2013    | Pan-STARRS                |
| 781598 | 2013 PM82                | 15 agosto 2013    | Pan-STARRS                |
| 781599 | 2013 PN82                | 15 agosto 2013    | Pan-STARRS                |
| 781600 | 2013 PX82                | 15 agosto 2013    | Pan-STARRS                |

## 781601–781700
| Nome   | Designazione provvisoria | Data di scoperta  | Scopritore          |
| ------ | ------------------------ | ----------------- | ------------------- |
| 781601 | 2013 PG91                | 22 novembre 2014  | Pan-STARRS          |
| 781602 | 2013 PQ91                | 9 agosto 2013     | Spacewatch          |
| 781603 | 2013 PH96                | 12 febbraio 2016  | Mount Lemmon Survey |
| 781604 | 2013 PS96                | 12 gennaio 2016   | Spacewatch          |
| 781605 | 2013 PN97                | 9 agosto 2013     | Spacewatch          |
| 781606 | 2013 PO98                | 12 agosto 2013    | Pan-STARRS          |
| 781607 | 2013 PH99                | 8 agosto 2013     | Pan-STARRS          |
| 781608 | 2013 PN99                | 15 agosto 2013    | Pan-STARRS          |
| 781609 | 2013 PS99                | 12 agosto 2013    | Pan-STARRS          |
| 781610 | 2013 PT99                | 9 agosto 2013     | Spacewatch          |
| 781611 | 2013 PL100               | 15 agosto 2013    | Pan-STARRS          |
| 781612 | 2013 PY100               | 15 agosto 2013    | Pan-STARRS          |
| 781613 | 2013 PC101               | 3 agosto 2013     | Pan-STARRS          |
| 781614 | 2013 PH102               | 7 agosto 2013     | Spacewatch          |
| 781615 | 2013 PT102               | 12 agosto 2013    | Pan-STARRS          |
| 781616 | 2013 PV105               | 16 settembre 2009 | CSS                 |
| 781617 | 2013 PO106               | 15 agosto 2013    | Pan-STARRS          |
| 781618 | 2013 PG110               | 15 agosto 2013    | Pan-STARRS          |
| 781619 | 2013 PY112               | 15 agosto 2013    | Pan-STARRS          |
| 781620 | 2013 PJ114               | 15 agosto 2013    | Pan-STARRS          |
| 781621 | 2013 PP115               | 14 agosto 2013    | Pan-STARRS          |
| 781622 | 2013 PT115               | 8 ottobre 2008    | Mount Lemmon Survey |
| 781623 | 2013 PB116               | 12 agosto 2013    | Pan-STARRS          |
| 781624 | 2013 PZ116               | 12 agosto 2013    | Pan-STARRS          |
| 781625 | 2013 PA117               | 12 agosto 2013    | Pan-STARRS          |
| 781626 | 2013 PM117               | 15 agosto 2013    | Pan-STARRS          |
| 781627 | 2013 PJ119               | 15 agosto 2013    | Pan-STARRS          |
| 781628 | 2013 PA121               | 9 agosto 2013     | Spacewatch          |
| 781629 | 2013 PK121               | 12 agosto 2013    | Spacewatch          |
| 781630 | 2013 PV122               | 15 agosto 2013    | Pan-STARRS          |
| 781631 | 2013 PW122               | 14 agosto 2013    | Pan-STARRS          |
| 781632 | 2013 PP123               | 14 agosto 2013    | Pan-STARRS          |
| 781633 | 2013 PH126               | 14 agosto 2013    | Pan-STARRS          |
| 781634 | 2013 PU126               | 2 gennaio 2011    | Mount Lemmon Survey |
| 781635 | 2013 PE128               | 15 agosto 2013    | Pan-STARRS          |
| 781636 | 2013 PK128               | 15 agosto 2013    | Pan-STARRS          |
| 781637 | 2013 PM128               | 4 agosto 2013     | Pan-STARRS          |
| 781638 | 2013 PZ128               | 14 agosto 2013    | Pan-STARRS          |
| 781639 | 2013 PE133               | 15 agosto 2013    | Pan-STARRS          |
| 781640 | 2013 PJ134               | 4 agosto 2013     | Pan-STARRS          |
| 781641 | 2013 PN134               | 2 agosto 2013     | Pan-STARRS          |
| 781642 | 2013 PQ134               | 8 agosto 2013     | Pan-STARRS          |
| 781643 | 2013 PE136               | 12 agosto 2013    | Pan-STARRS          |
| 781644 | 2013 PD137               | 15 agosto 2013    | Pan-STARRS          |
| 781645 | 2013 PT137               | 9 agosto 2013     | Spacewatch          |
| 781646 | 2013 PD138               | 9 agosto 2013     | Spacewatch          |
| 781647 | 2013 PC139               | 8 agosto 2013     | Pan-STARRS          |
| 781648 | 2013 PJ139               | 14 agosto 2013    | Pan-STARRS          |
| 781649 | 2013 PR139               | 15 agosto 2013    | Pan-STARRS          |
| 781650 | 2013 PZ139               | 9 agosto 2013     | Pan-STARRS          |
| 781651 | 2013 PW144               | 9 agosto 2013     | Pan-STARRS          |
| 781652 | 2013 QA2                 | 16 agosto 2013    | T. Lister           |
| 781653 | 2013 QG3                 | 17 agosto 2013    | Pan-STARRS          |
| 781654 | 2013 QC9                 | 7 febbraio 2011   | Mount Lemmon Survey |
| 781655 | 2013 QA13                | 15 agosto 2013    | Pan-STARRS          |
| 781656 | 2013 QY20                | 9 agosto 2013     | Spacewatch          |
| 781657 | 2013 QK27                | 22 marzo 2001     | SKADS               |
| 781658 | 2013 QS31                | 15 agosto 2013    | Pan-STARRS          |
| 781659 | 2013 QO34                | 30 agosto 2013    | Pan-STARRS          |
| 781660 | 2013 QU35                | 31 agosto 2013    | Pan-STARRS          |
| 781661 | 2013 QE37                | 26 agosto 2013    | Pan-STARRS          |
| 781662 | 2013 QM38                | 27 settembre 2009 | Spacewatch          |
| 781663 | 2013 QZ40                | 28 agosto 2013    | Mount Lemmon Survey |
| 781664 | 2013 QE43                | 9 agosto 2013     | Spacewatch          |
| 781665 | 2013 QE44                | 19 agosto 2001    | DES                 |
| 781666 | 2013 QM49                | 31 agosto 2013    | Pan-STARRS          |
| 781667 | 2013 QX49                | 15 agosto 2013    | Pan-STARRS          |
| 781668 | 2013 QT63                | 27 agosto 2013    | Pan-STARRS          |
| 781669 | 2013 QE67                | 8 ottobre 2008    | Mount Lemmon Survey |
| 781670 | 2013 QL67                | 18 agosto 2009    | Spacewatch          |
| 781671 | 2013 QJ70                | 30 agosto 2013    | Pan-STARRS          |
| 781672 | 2013 QQ86                | 26 agosto 2013    | Pan-STARRS          |
| 781673 | 2013 QP87                | 26 agosto 2013    | Pan-STARRS          |
| 781674 | 2013 QA88                | 9 agosto 2013     | Pan-STARRS          |
| 781675 | 2013 QS92                | 8 novembre 2009   | Mount Lemmon Survey |
| 781676 | 2013 QU92                | 28 luglio 2013    | Spacewatch          |
| 781677 | 2013 QJ93                | 12 agosto 2013    | Pan-STARRS          |
| 781678 | 2013 QY93                | 12 agosto 2013    | Pan-STARRS          |
| 781679 | 2013 QK94                | 29 agosto 2013    | Pan-STARRS          |
| 781680 | 2013 QQ94                | 6 settembre 2008  | Spacewatch          |
| 781681 | 2013 QY99                | 31 agosto 2013    | Pan-STARRS          |
| 781682 | 2013 QC100               | 29 agosto 2013    | Pan-STARRS          |
| 781683 | 2013 QY101               | 26 agosto 2013    | Pan-STARRS          |
| 781684 | 2013 QP102               | 28 agosto 2013    | Mount Lemmon Survey |
| 781685 | 2013 QX102               | 29 agosto 2013    | Pan-STARRS          |
| 781686 | 2013 QK103               | 28 agosto 2013    | Mount Lemmon Survey |
| 781687 | 2013 QY104               | 16 agosto 2013    | Pan-STARRS          |
| 781688 | 2013 QC107               | 28 agosto 2013    | Mount Lemmon Survey |
| 781689 | 2013 RS2                 | 15 marzo 2012     | Pan-STARRS          |
| 781690 | 2013 RA3                 | 1 settembre 2013  | Mount Lemmon Survey |
| 781691 | 2013 RA5                 | 2 settembre 2013  | Mount Lemmon Survey |
| 781692 | 2013 RV6                 | 12 agosto 2013    | Pan-STARRS          |
| 781693 | 2013 RK7                 | 2 settembre 2013  | Mount Lemmon Survey |
| 781694 | 2013 RN8                 | 15 agosto 2013    | Pan-STARRS          |
| 781695 | 2013 RJ11                | 1 settembre 2013  | Pan-STARRS          |
| 781696 | 2013 RT14                | 20 aprile 2012    | Spacewatch          |
| 781697 | 2013 RD17                | 14 agosto 2013    | Pan-STARRS          |
| 781698 | 2013 RW26                | 4 settembre 2013  | F. Hormuth          |
| 781699 | 2013 RR34                | 27 ottobre 2009   | Spacewatch          |
| 781700 | 2013 RV36                | 16 settembre 2003 | Spacewatch          |

## 781701–781800
| Nome   | Designazione provvisoria | Data di scoperta  | Scopritore               |
| ------ | ------------------------ | ----------------- | ------------------------ |
| 781701 | 2013 RQ39                | 3 settembre 2013  | Mount Lemmon Survey      |
| 781702 | 2013 RE42                | 8 settembre 2013  | A. Oreshko               |
| 781703 | 2013 RG45                | 21 settembre 2008 | Mount Lemmon Survey      |
| 781704 | 2013 RC48                | 10 settembre 2013 | Pan-STARRS               |
| 781705 | 2013 RY49                | 10 settembre 2013 | Pan-STARRS               |
| 781706 | 2013 RS63                | 1 settembre 2013  | Mount Lemmon Survey      |
| 781707 | 2013 RW64                | 12 settembre 2013 | PTF                      |
| 781708 | 2013 RX65                | 12 settembre 2004 | Spacewatch               |
| 781709 | 2013 RW66                | 19 novembre 2009  | Mount Lemmon Survey      |
| 781710 | 2013 RC68                | 11 settembre 2013 | PTF                      |
| 781711 | 2013 RU68                | 30 luglio 2013    | Spacewatch               |
| 781712 | 2013 RP69                | 1 settembre 2013  | Mount Lemmon Survey      |
| 781713 | 2013 RR69                | 1 settembre 2013  | Mount Lemmon Survey      |
| 781714 | 2013 RU76                | 3 settembre 2013  | Pan-STARRS               |
| 781715 | 2013 RB79                | 8 agosto 2013     | Spacewatch               |
| 781716 | 2013 RG99                | 1 settembre 2013  | Mount Lemmon Survey      |
| 781717 | 2013 RM99                | 2 settembre 2013  | Mount Lemmon Survey      |
| 781718 | 2013 RV99                | 22 settembre 2003 | Spacewatch               |
| 781719 | 2013 RW100               | 3 settembre 2013  | Pan-STARRS               |
| 781720 | 2013 RY103               | 8 ottobre 2008    | Spacewatch               |
| 781721 | 2013 RK105               | 6 settembre 2013  | Mount Lemmon Survey      |
| 781722 | 2013 RL105               | 6 settembre 2013  | Mount Lemmon Survey      |
| 781723 | 2013 RN105               | 27 ottobre 2008   | Mount Lemmon Survey      |
| 781724 | 2013 RQ107               | 15 settembre 2013 | Pan-STARRS               |
| 781725 | 2013 RD120               | 26 novembre 2014  | Pan-STARRS               |
| 781726 | 2013 RR120               | 13 settembre 2013 | Mount Lemmon Survey      |
| 781727 | 2013 RQ122               | 9 settembre 2013  | Pan-STARRS               |
| 781728 | 2013 RA126               | 14 settembre 2013 | Pan-STARRS               |
| 781729 | 2013 RB126               | 27 novembre 2014  | Pan-STARRS               |
| 781730 | 2013 RS126               | 13 settembre 2013 | Spacewatch               |
| 781731 | 2013 RF129               | 13 settembre 2013 | Spacewatch               |
| 781732 | 2013 RP129               | 13 settembre 2013 | Mount Lemmon Survey      |
| 781733 | 2013 RH131               | 6 settembre 2013  | Mount Lemmon Survey      |
| 781734 | 2013 RZ131               | 12 settembre 2013 | Mount Lemmon Survey      |
| 781735 | 2013 RP134               | 8 febbraio 2011   | Mount Lemmon Survey      |
| 781736 | 2013 RX136               | 10 settembre 2013 | Pan-STARRS               |
| 781737 | 2013 RF137               | 6 settembre 2013  | Mount Lemmon Survey      |
| 781738 | 2013 RS138               | 3 settembre 2013  | Pan-STARRS               |
| 781739 | 2013 RZ141               | 1 settembre 2013  | Pan-STARRS               |
| 781740 | 2013 RJ142               | 1 settembre 2013  | Mount Lemmon Survey      |
| 781741 | 2013 RE151               | 3 settembre 2013  | Pan-STARRS               |
| 781742 | 2013 RH151               | 10 settembre 2013 | Pan-STARRS               |
| 781743 | 2013 RK151               | 3 settembre 2013  | Mount Lemmon Survey      |
| 781744 | 2013 RR151               | 1 settembre 2013  | Mount Lemmon Survey      |
| 781745 | 2013 RV152               | 3 settembre 2013  | Pan-STARRS               |
| 781746 | 2013 RA153               | 10 settembre 2013 | Pan-STARRS               |
| 781747 | 2013 RO154               | 3 settembre 2013  | Mount Lemmon Survey      |
| 781748 | 2013 RP154               | 14 settembre 2013 | Pan-STARRS               |
| 781749 | 2013 RH158               | 14 settembre 2013 | Mount Lemmon Survey      |
| 781750 | 2013 RF159               | 1 settembre 2013  | Mount Lemmon Survey      |
| 781751 | 2013 RG159               | 3 settembre 2013  | Mount Lemmon Survey      |
| 781752 | 2013 RZ160               | 2 settembre 2013  | Mount Lemmon Survey      |
| 781753 | 2013 RV162               | 8 settembre 2013  | P. v. Oers, O. Vaduvescu |
| 781754 | 2013 RU163               | 9 settembre 2013  | Pan-STARRS               |
| 781755 | 2013 RE164               | 1 settembre 2013  | Pan-STARRS               |
| 781756 | 2013 RK164               | 2 settembre 2013  | Mount Lemmon Survey      |
| 781757 | 2013 RU164               | 1 settembre 2013  | Pan-STARRS               |
| 781758 | 2013 RK165               | 1 settembre 2013  | Mount Lemmon Survey      |
| 781759 | 2013 RY171               | 1 settembre 2013  | Mount Lemmon Survey      |
| 781760 | 2013 RC173               | 16 settembre 2009 | Spacewatch               |
| 781761 | 2013 RN173               | 4 settembre 2013  | Mount Lemmon Survey      |
| 781762 | 2013 RQ173               | 14 settembre 2013 | Pan-STARRS               |
| 781763 | 2013 RT173               | 3 settembre 2013  | Pan-STARRS               |
| 781764 | 2013 RN174               | 6 settembre 2013  | Mount Lemmon Survey      |
| 781765 | 2013 RH176               | 14 settembre 2013 | Mount Lemmon Survey      |
| 781766 | 2013 RL177               | 6 settembre 2013  | Mount Lemmon Survey      |
| 781767 | 2013 RM177               | 14 settembre 2013 | Mount Lemmon Survey      |
| 781768 | 2013 RO177               | 13 settembre 2013 | Mount Lemmon Survey      |
| 781769 | 2013 RC178               | 1 settembre 2013  | Mount Lemmon Survey      |
| 781770 | 2013 RH191               | 13 settembre 2013 | Mount Lemmon Survey      |
| 781771 | 2013 RF193               | 3 settembre 2013  | Pan-STARRS               |
| 781772 | 2013 RP193               | 14 settembre 2013 | Pan-STARRS               |
| 781773 | 2013 RS193               | 14 settembre 2013 | Pan-STARRS               |
| 781774 | 2013 SZ30                | 12 agosto 2013    | Pan-STARRS               |
| 781775 | 2013 SG38                | 25 settembre 2013 | Mount Lemmon Survey      |
| 781776 | 2013 SJ45                | 1 settembre 2013  | Mount Lemmon Survey      |
| 781777 | 2013 SO45                | 28 settembre 2013 | Mount Lemmon Survey      |
| 781778 | 2013 SD46                | 20 settembre 2008 | Mount Lemmon Survey      |
| 781779 | 2013 SU62                | 2 settembre 2013  | Mount Lemmon Survey      |
| 781780 | 2013 SZ62                | 7 agosto 2008     | Spacewatch               |
| 781781 | 2013 SP65                | 13 settembre 2013 | Spacewatch               |
| 781782 | 2013 SU67                | 24 settembre 2013 | Spacewatch               |
| 781783 | 2013 SJ68                | 24 settembre 2013 | Mount Lemmon Survey      |
| 781784 | 2013 SN71                | 15 agosto 2013    | Pan-STARRS               |
| 781785 | 2013 SF72                | 25 settembre 2013 | Mount Lemmon Survey      |
| 781786 | 2013 SK76                | 14 settembre 2013 | Pan-STARRS               |
| 781787 | 2013 SY79                | 1 settembre 2013  | Mount Lemmon Survey      |
| 781788 | 2013 SM83                | 30 settembre 2013 | S. Mottola, G. Proffe    |
| 781789 | 2013 SB89                | 3 settembre 2013  | Pan-STARRS               |
| 781790 | 2013 SB90                | 27 settembre 2008 | Mount Lemmon Survey      |
| 781791 | 2013 SG96                | 9 settembre 2013  | Pan-STARRS               |
| 781792 | 2013 SP97                | 24 settembre 2013 | Mount Lemmon Survey      |
| 781793 | 2013 SJ107               | 6 dicembre 2008   | Spacewatch               |
| 781794 | 2013 SV108               | 27 settembre 2013 | K. Sárneczky             |
| 781795 | 2013 SR110               | 26 settembre 2013 | Mount Lemmon Survey      |
| 781796 | 2013 SU110               | 25 settembre 2013 | Mount Lemmon Survey      |
| 781797 | 2013 SC111               | 24 settembre 2013 | Mount Lemmon Survey      |
| 781798 | 2013 SO111               | 2 settembre 2013  | Mount Lemmon Survey      |
| 781799 | 2013 SD114               | 24 settembre 2013 | Mount Lemmon Survey      |
| 781800 | 2013 SV114               | 23 settembre 2013 | CSS                      |

## 781801–781900
| Nome   | Designazione provvisoria | Data di scoperta  | Scopritore                |
| ------ | ------------------------ | ----------------- | ------------------------- |
| 781801 | 2013 SX114               | 30 gennaio 2006   | Spacewatch                |
| 781802 | 2013 SF119               | 23 settembre 2013 | Mount Lemmon Survey       |
| 781803 | 2013 TZ                  | 1 ottobre 2013    | A. Oreshko                |
| 781804 | 2013 TM15                | 1 ottobre 2013    | Mount Lemmon Survey       |
| 781805 | 2013 TP15                | 2 marzo 2006      | Spacewatch                |
| 781806 | 2013 TT15                | 30 settembre 2013 | Mount Lemmon Survey       |
| 781807 | 2013 TO16                | 25 febbraio 2011  | Mount Lemmon Survey       |
| 781808 | 2013 TJ19                | 1 ottobre 2013    | Mount Lemmon Survey       |
| 781809 | 2013 TR22                | 1 ottobre 2013    | Mount Lemmon Survey       |
| 781810 | 2013 TB23                | 1 ottobre 2013    | Mount Lemmon Survey       |
| 781811 | 2013 TE27                | 15 settembre 2013 | Mount Lemmon Survey       |
| 781812 | 2013 TD50                | 2 ottobre 2013    | Mount Lemmon Survey       |
| 781813 | 2013 TS51                | 4 ottobre 2013    | Mount Lemmon Survey       |
| 781814 | 2013 TB53                | 4 ottobre 2013    | Spacewatch                |
| 781815 | 2013 TQ59                | 4 ottobre 2013    | Mount Lemmon Survey       |
| 781816 | 2013 TW62                | 7 settembre 2008  | Mount Lemmon Survey       |
| 781817 | 2013 TQ64                | 4 ottobre 2013    | Mount Lemmon Survey       |
| 781818 | 2013 TY64                | 4 ottobre 2013    | Mount Lemmon Survey       |
| 781819 | 2013 TH72                | 2 ottobre 2013    | Pan-STARRS                |
| 781820 | 2013 TH74                | 18 settembre 2007 | Spacewatch                |
| 781821 | 2013 TQ82                | 1 ottobre 2013    | Spacewatch                |
| 781822 | 2013 TR82                | 1 ottobre 2013    | Spacewatch                |
| 781823 | 2013 TU85                | 14 marzo 2011     | Mount Lemmon Survey       |
| 781824 | 2013 TP87                | 1 ottobre 2013    | Mount Lemmon Survey       |
| 781825 | 2013 TQ87                | 22 dicembre 2008  | Spacewatch                |
| 781826 | 2013 TA90                | 14 settembre 2013 | Mount Lemmon Survey       |
| 781827 | 2013 TD91                | 15 settembre 2013 | Mount Lemmon Survey       |
| 781828 | 2013 TJ91                | 1 ottobre 2013    | Mount Lemmon Survey       |
| 781829 | 2013 TK102               | 2 ottobre 2013    | Mount Lemmon Survey       |
| 781830 | 2013 TN112               | 20 ottobre 2008   | Spacewatch                |
| 781831 | 2013 TC118               | 4 ottobre 2013    | Mount Lemmon Survey       |
| 781832 | 2013 TB131               | 8 ottobre 2013    | B. Linero, I. de la Cueva |
| 781833 | 2013 TP137               | 2 ottobre 2013    | Pan-STARRS                |
| 781834 | 2013 TK142               | 2 ottobre 2013    | Pan-STARRS                |
| 781835 | 2013 TP145               | 8 ottobre 2013    | D. L. Rabinowitz          |
| 781836 | 2013 TR145               | 20 settembre 2000 | NEAT                      |
| 781837 | 2013 TH148               | 28 maggio 2008    | Spacewatch                |
| 781838 | 2013 TS159               | 2 ottobre 2013    | Pan-STARRS                |
| 781839 | 2013 TZ160               | 5 ottobre 2013    | Spacewatch                |
| 781840 | 2013 TG161               | 31 ottobre 2008   | Spacewatch                |
| 781841 | 2013 TG162               | 6 novembre 2008   | Mount Lemmon Survey       |
| 781842 | 2013 TA163               | 12 ottobre 2013   | Spacewatch                |
| 781843 | 2013 TM163               | 3 ottobre 2013    | Pan-STARRS                |
| 781844 | 2013 TQ164               | 27 maggio 2012    | Mount Lemmon Survey       |
| 781845 | 2013 TA165               | 3 ottobre 2013    | Pan-STARRS                |
| 781846 | 2013 TL166               | 13 aprile 2012    | Mount Lemmon Survey       |
| 781847 | 2013 TP168               | 3 ottobre 2013    | Mount Lemmon Survey       |
| 781848 | 2013 TC179               | 9 ottobre 2013    | Mount Lemmon Survey       |
| 781849 | 2013 TL179               | 14 ottobre 2013   | Mount Lemmon Survey       |
| 781850 | 2013 TA182               | 27 aprile 2017    | Pan-STARRS                |
| 781851 | 2013 TT184               | 14 ottobre 2013   | Mount Lemmon Survey       |
| 781852 | 2013 TO185               | 6 ottobre 2013    | Spacewatch                |
| 781853 | 2013 TF186               | 15 ottobre 2013   | Mount Lemmon Survey       |
| 781854 | 2013 TK189               | 17 gennaio 2016   | Pan-STARRS                |
| 781855 | 2013 TM189               | 5 ottobre 2013    | Pan-STARRS                |
| 781856 | 2013 TN189               | 3 ottobre 2013    | Pan-STARRS                |
| 781857 | 2013 TZ190               | 5 ottobre 2013    | Pan-STARRS                |
| 781858 | 2013 TH191               | 9 ottobre 2013    | Spacewatch                |
| 781859 | 2013 TA192               | 1 ottobre 2013    | Mount Lemmon Survey       |
| 781860 | 2013 TR195               | 2 ottobre 2013    | Pan-STARRS                |
| 781861 | 2013 TU195               | 2 ottobre 2013    | Mount Lemmon Survey       |
| 781862 | 2013 TG196               | 2 ottobre 2013    | Mount Lemmon Survey       |
| 781863 | 2013 TW196               | 5 ottobre 2013    | Pan-STARRS                |
| 781864 | 2013 TY196               | 9 ottobre 2013    | Mount Lemmon Survey       |
| 781865 | 2013 TA197               | 8 ottobre 2013    | Spacewatch                |
| 781866 | 2013 TM197               | 3 ottobre 2013    | Mount Lemmon Survey       |
| 781867 | 2013 TO197               | 13 ottobre 2013   | Mount Lemmon Survey       |
| 781868 | 2013 TG198               | 3 ottobre 2013    | Spacewatch                |
| 781869 | 2013 TQ199               | 13 ottobre 2013   | Spacewatch                |
| 781870 | 2013 TL200               | 6 ottobre 2013    | Spacewatch                |
| 781871 | 2013 TV204               | 5 ottobre 2013    | Pan-STARRS                |
| 781872 | 2013 TP209               | 3 ottobre 2013    | Pan-STARRS                |
| 781873 | 2013 TB210               | 14 ottobre 2013   | Spacewatch                |
| 781874 | 2013 TD210               | 5 ottobre 2013    | Pan-STARRS                |
| 781875 | 2013 TU215               | 2 ottobre 2013    | Mount Lemmon Survey       |
| 781876 | 2013 TQ216               | 3 ottobre 2013    | Pan-STARRS                |
| 781877 | 2013 TN220               | 22 ottobre 2009   | Mount Lemmon Survey       |
| 781878 | 2013 TO220               | 5 ottobre 2013    | Pan-STARRS                |
| 781879 | 2013 TR221               | 3 ottobre 2013    | Mount Lemmon Survey       |
| 781880 | 2013 TA222               | 2 ottobre 2013    | Mount Lemmon Survey       |
| 781881 | 2013 TL223               | 5 ottobre 2013    | Pan-STARRS                |
| 781882 | 2013 TX224               | 2 ottobre 2013    | Mount Lemmon Survey       |
| 781883 | 2013 TN225               | 12 ottobre 2013   | Spacewatch                |
| 781884 | 2013 TD226               | 12 ottobre 2013   | Mount Lemmon Survey       |
| 781885 | 2013 TZ229               | 8 ottobre 2013    | Pan-STARRS                |
| 781886 | 2013 TK230               | 2 ottobre 2013    | Mount Lemmon Survey       |
| 781887 | 2013 TN230               | 3 ottobre 2013    | Pan-STARRS                |
| 781888 | 2013 TZ231               | 5 ottobre 2013    | Pan-STARRS                |
| 781889 | 2013 TK233               | 5 ottobre 2013    | Pan-STARRS                |
| 781890 | 2013 TN233               | 5 ottobre 2013    | Pan-STARRS                |
| 781891 | 2013 TO236               | 4 ottobre 2013    | Mount Lemmon Survey       |
| 781892 | 2013 TZ238               | 5 ottobre 2013    | Pan-STARRS                |
| 781893 | 2013 TR247               | 5 ottobre 2013    | Pan-STARRS                |
| 781894 | 2013 TB248               | 5 ottobre 2013    | Mount Lemmon Survey       |
| 781895 | 2013 TM248               | 5 ottobre 2013    | Pan-STARRS                |
| 781896 | 2013 TX249               | 2 ottobre 2013    | Pan-STARRS                |
| 781897 | 2013 TB251               | 3 ottobre 2013    | Mount Lemmon Survey       |
| 781898 | 2013 TT251               | 2 ottobre 2013    | Mount Lemmon Survey       |
| 781899 | 2013 TJ252               | 3 ottobre 2013    | Mount Lemmon Survey       |
| 781900 | 2013 TK252               | 5 ottobre 2013    | Mount Lemmon Survey       |

## 781901–782000
| Nome   | Designazione provvisoria | Data di scoperta  | Scopritore              |
| ------ | ------------------------ | ----------------- | ----------------------- |
| 781901 | 2013 TN252               | 2 ottobre 2013    | Mount Lemmon Survey     |
| 781902 | 2013 TQ252               | 10 dicembre 2009  | Mount Lemmon Survey     |
| 781903 | 2013 TF256               | 27 aprile 2017    | Pan-STARRS              |
| 781904 | 2013 TZ261               | 5 ottobre 2013    | Pan-STARRS              |
| 781905 | 2013 TP276               | 3 ottobre 2013    | Spacewatch              |
| 781906 | 2013 TY279               | 3 ottobre 2013    | Mount Lemmon Survey     |
| 781907 | 2013 TP281               | 4 ottobre 2013    | Mount Lemmon Survey     |
| 781908 | 2013 TZ281               | 5 ottobre 2013    | Spacewatch              |
| 781909 | 2013 TR282               | 5 ottobre 2013    | Pan-STARRS              |
| 781910 | 2013 TV282               | 9 ottobre 2013    | Mount Lemmon Survey     |
| 781911 | 2013 UN14                | 28 settembre 2013 | C. Rinner               |
| 781912 | 2013 UX14                | 22 ottobre 2013   | Mount Lemmon Survey     |
| 781913 | 2013 UL18                | 26 ottobre 2013   | Spacewatch              |
| 781914 | 2013 US19                | 23 ottobre 2013   | Mount Lemmon Survey     |
| 781915 | 2013 UY19                | 24 ottobre 2013   | Mount Lemmon Survey     |
| 781916 | 2013 UW20                | 25 ottobre 2013   | Mount Lemmon Survey     |
| 781917 | 2013 UE28                | 28 ottobre 2013   | Mount Lemmon Survey     |
| 781918 | 2013 UB29                | 7 marzo 2016      | Pan-STARRS              |
| 781919 | 2013 UE30                | 5 febbraio 2016   | Pan-STARRS              |
| 781920 | 2013 UB31                | 28 ottobre 2013   | Mount Lemmon Survey     |
| 781921 | 2013 UC31                | 28 ottobre 2013   | Mount Lemmon Survey     |
| 781922 | 2013 UD32                | 28 ottobre 2013   | Mount Lemmon Survey     |
| 781923 | 2013 UO32                | 3 marzo 2016      | Mount Lemmon Survey     |
| 781924 | 2013 UD33                | 31 ottobre 2013   | Spacewatch              |
| 781925 | 2013 UM33                | 31 ottobre 2013   | Spacewatch              |
| 781926 | 2013 UR33                | 26 ottobre 2013   | Spacewatch              |
| 781927 | 2013 UF34                | 24 ottobre 2013   | Mount Lemmon Survey     |
| 781928 | 2013 UJ34                | 24 ottobre 2013   | Mount Lemmon Survey     |
| 781929 | 2013 UM34                | 24 ottobre 2013   | PTF                     |
| 781930 | 2013 UN34                | 19 novembre 2008  | Spacewatch              |
| 781931 | 2013 UL35                | 24 ottobre 2013   | Mount Lemmon Survey     |
| 781932 | 2013 UZ37                | 23 ottobre 2013   | Mount Lemmon Survey     |
| 781933 | 2013 UG38                | 27 ottobre 2013   | Spacewatch              |
| 781934 | 2013 UY39                | 24 ottobre 2013   | Mount Lemmon Survey     |
| 781935 | 2013 UZ41                | 25 ottobre 2013   | Mount Lemmon Survey     |
| 781936 | 2013 UY43                | 26 ottobre 2013   | Mount Lemmon Survey     |
| 781937 | 2013 UM44                | 23 ottobre 2013   | Pan-STARRS              |
| 781938 | 2013 UO44                | 23 ottobre 2013   | Mount Lemmon Survey     |
| 781939 | 2013 UQ44                | 26 ottobre 2013   | Mount Lemmon Survey     |
| 781940 | 2013 UG45                | 28 ottobre 2013   | Mount Lemmon Survey     |
| 781941 | 2013 UQ45                | 31 ottobre 2013   | Mount Lemmon Survey     |
| 781942 | 2013 UY45                | 28 ottobre 2013   | Mount Lemmon Survey     |
| 781943 | 2013 UV50                | 28 ottobre 2013   | Mount Lemmon Survey     |
| 781944 | 2013 UW50                | 24 ottobre 2013   | Mount Lemmon Survey     |
| 781945 | 2013 UX50                | 24 ottobre 2013   | Mount Lemmon Survey     |
| 781946 | 2013 UD52                | 25 ottobre 2013   | Mount Lemmon Survey     |
| 781947 | 2013 UV53                | 23 settembre 2008 | Spacewatch              |
| 781948 | 2013 UB58                | 26 ottobre 2013   | Mount Lemmon Survey     |
| 781949 | 2013 UR58                | 23 ottobre 2013   | Spacewatch              |
| 781950 | 2013 UV58                | 26 ottobre 2013   | Mount Lemmon Survey     |
| 781951 | 2013 UW59                | 25 ottobre 2013   | Spacewatch              |
| 781952 | 2013 UY59                | 24 ottobre 2013   | Mount Lemmon Survey     |
| 781953 | 2013 UK64                | 24 ottobre 2013   | Mount Lemmon Survey     |
| 781954 | 2013 VE1                 | 28 ottobre 2013   | CSS                     |
| 781955 | 2013 VF6                 | 4 novembre 2013   | M. Ory                  |
| 781956 | 2013 VO10                | 1 ottobre 2013    | Spacewatch              |
| 781957 | 2013 VS14                | 8 novembre 2013   | S. Mottola, S. Hellmich |
| 781958 | 2013 VO20                | 26 ottobre 2013   | CSS                     |
| 781959 | 2013 VP27                | 2 novembre 2013   | Spacewatch              |
| 781960 | 2013 VQ29                | 9 novembre 2013   | Pan-STARRS              |
| 781961 | 2013 VJ42                | 2 novembre 2013   | Mount Lemmon Survey     |
| 781962 | 2013 VQ42                | 8 novembre 2013   | Mount Lemmon Survey     |
| 781963 | 2013 VH43                | 6 novembre 2013   | Pan-STARRS              |
| 781964 | 2013 VU43                | 11 novembre 2013  | Spacewatch              |
| 781965 | 2013 VQ44                | 11 novembre 2013  | Mount Lemmon Survey     |
| 781966 | 2013 VL48                | 15 settembre 2018 | Spacewatch              |
| 781967 | 2013 VJ51                | 2 novembre 2013   | Spacewatch              |
| 781968 | 2013 VL52                | 11 novembre 2013  | Mount Lemmon Survey     |
| 781969 | 2013 VY52                | 10 novembre 2013  | CSS                     |
| 781970 | 2013 VD53                | 6 novembre 2013   | Mount Lemmon Survey     |
| 781971 | 2013 VS54                | 9 novembre 2013   | Pan-STARRS              |
| 781972 | 2013 VB56                | 2 novembre 2013   | Spacewatch              |
| 781973 | 2013 VF56                | 10 novembre 2013  | Mount Lemmon Survey     |
| 781974 | 2013 VC58                | 2 novembre 2013   | Mount Lemmon Survey     |
| 781975 | 2013 VD60                | 9 novembre 2013   | Pan-STARRS              |
| 781976 | 2013 VL60                | 4 novembre 2013   | Mount Lemmon Survey     |
| 781977 | 2013 VU60                | 1 novembre 2013   | Mount Lemmon Survey     |
| 781978 | 2013 VS61                | 8 novembre 2013   | Spacewatch              |
| 781979 | 2013 VY65                | 10 novembre 2013  | Mount Lemmon Survey     |
| 781980 | 2013 VQ66                | 8 novembre 2013   | Mount Lemmon Survey     |
| 781981 | 2013 VN67                | 2 novembre 2013   | Spacewatch              |
| 781982 | 2013 VS69                | 6 novembre 2013   | Pan-STARRS              |
| 781983 | 2013 VX69                | 12 novembre 2013  | Mount Lemmon Survey     |
| 781984 | 2013 VB70                | 10 novembre 2013  | Mount Lemmon Survey     |
| 781985 | 2013 VS72                | 1 novembre 2013   | Mount Lemmon Survey     |
| 781986 | 2013 VG73                | 8 novembre 2013   | Spacewatch              |
| 781987 | 2013 VR73                | 9 novembre 2013   | Spacewatch              |
| 781988 | 2013 VU73                | 2 novembre 2013   | Spacewatch              |
| 781989 | 2013 VT74                | 9 novembre 2013   | Pan-STARRS              |
| 781990 | 2013 VX75                | 1 novembre 2013   | Mount Lemmon Survey     |
| 781991 | 2013 VP78                | 9 novembre 2013   | Mount Lemmon Survey     |
| 781992 | 2013 VS78                | 9 novembre 2013   | Pan-STARRS              |
| 781993 | 2013 VP79                | 4 novembre 2013   | Pan-STARRS              |
| 781994 | 2013 VC80                | 9 novembre 2013   | Mount Lemmon Survey     |
| 781995 | 2013 VV80                | 9 novembre 2013   | Mount Lemmon Survey     |
| 781996 | 2013 VX81                | 2 novembre 2013   | Mount Lemmon Survey     |
| 781997 | 2013 VF82                | 8 novembre 2013   | Mount Lemmon Survey     |
| 781998 | 2013 VN82                | 9 novembre 2013   | Spacewatch              |
| 781999 | 2013 VE83                | 9 novembre 2013   | Pan-STARRS              |
| 782000 | 2013 VU85                | 8 novembre 2013   | Mount Lemmon Survey     |